# Pont Nou de Camprodon
Pont Nou de Camprodon és una obra del municipi de Camprodon (Ripollès) declarada bé cultural d'interès nacional.

## Descripció
Pont d'un sol arc, de pedra, de doble pendent (dit d'esquena d'ase), que està unit a una torre de defensa, on hi ha l'antic portal de Cerdanya. Vora la torre hi ha una volta d'arc rebaixat que dona pas al carrer de Sant Roc.

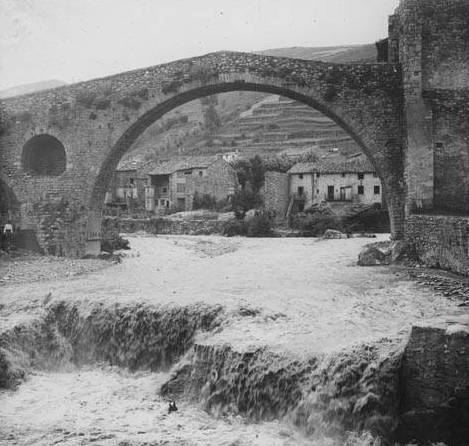
El Pont Nou de Camprodon en una imatge dels voltants de 1890

 El pont, la silueta del qual constitueix un dels símbols de la vila, fou restaurat el 1930, probablement per Jeroni Martorell.

## Història
El Pont Nou de Camprodon es troba sobre el Ter, just després de la seva confluència amb el Ritort, que separa la Vila de Dalt (o nucli centrat pel monestir) de la Vila de Baix. El pont fou construït amb tota probabilitat entre el 1196 i el 1226, i refet en part el segle xiv, per tal de donar pas al camí de ferradura que conduïa a la Cerdanya.